# Grand-Seraucourt British Cemetery
Grand-Seraucourt British Cemetery is een Britse militaire begraafplaats met gesneuvelden uit de Eerste en Tweede Wereldoorlog, gelegen in de Franse gemeente Seraucourt-le-Grand (departement Aisne). De begraafplaats werd ontworpen door Charles Holden en ligt aan de rand van het dorp op 520 m ten oosten van de Eglise Saint-Martin. Ze heeft een rechthoekige vorm met afgeschuinde hoeken aan de zuidwestelijke korte zijde en heeft een oppervlakte van 4.732 m². Het terrein is toegankelijk langs twee ingangen en een twintigtal traptreden omdat het hoger ligt dan het straatniveau en wordt omgeven door een natuurstenen muur. Aan de voorzijde staan op beide hoeken een natuurstenen gebouwtje. De Stone of Remembrance staat aan de voorzijde en het Cross of Sacrifice staat achteraan op een verhoogd plateau.
Er liggen 1.340 doden waaronder 844 niet geïdentificeerde.
De begraafplaats wordt onderhouden door de Commonwealth War Graves Commission.

## Geschiedenis
Tijdens de terugtocht vanuit Bergen in augustus 1914 bezette het II Corps dit dorp. Gedurende het Duitse lenteoffensief in maart 1918 moest het Fifth Army het dorp uit handen geven.
De begraafplaats werd tussen 1920 en 1926 aangelegd door concentratie van graven uit de omliggende slagvelden en volgende begraafplaatsen: Alaincourt German Cemetery, Benay Military Cemetery, Chevresis-Monceau Communal Cemetery, Cilly German Cemetery, Clastres New French Military Cemetery, Cugny Military Cemeteries, Dury Churchyard, Essigny-le-Grand German Cemetery, Fontaine-Notre-Dame German Cemetery, Fonttaine-Uterte Communal Cemetery German Extension, Grugies Communal Cemetery, Hirson Communal Cemetery French and German Extension, Lesdins French Military Cemetery, Marcy Chateau German Cemetery, Marbles Communal Cemetery Extension, Mennevret Communal Cemetery German Extension, Mezieres-sur-Oise Geman Cemetery, Monceau-les-Leups German Cemetery, Monchy-Lagache Churchyard, Nouvion-et-Catillon Communal Cemetery German Extension, Origny-en-Thierache Communal Cemetery German Extension, Remigny French Military Cemetery, St. Michel Communal Cemetery German Extension, Seboncourt French Military Cemetery, Seraucourt-le-Grand Communal Cemetery French Extension en Vervins German Cemetery.
Onder de geïdentificeerde doden zijn er 494 Britten en 2 Canadezen uit de Eerste Wereldoorlog. 
De 13 Britten, 2 Canadezen en 2 Australiërs uit de Tweede Wereldoorlog waren bemanningsleden van neergestorte vliegtuigen.
Voor 2 Britten werden Special Memorials  opgericht omdat men aanneemt dat ze zich onder de naamloze graven bevinden. Tweeëndertig anderen worden herdacht met twee Duhallow Blocks omdat zij oorspronkelijk in Duitse begraafplaatsen lagen maar waar hun graven niet meer teruggevonden werden. In perk III, IV en V liggen nog verschillende slachtoffers die worden herdacht met een grafzerk met de vermelding: Buried near this spot omdat men hun graf niet meer kon  lokaliseren. 

## Graven

### Onderscheiden militairen
- John Weston Warner, luitenant bij de Royal Air Force werd onderscheiden met het Distinguished Flying Cross (DFC).
- Basil Arthur Anderson, kapitein bij de Oxford and Bucks Light Infantry, J.A.T. Rice, kapitein bij de 5th (Royal Irish) Lancers, Morgan Edward Jellett Moore, luitenant bij de Royal Irish Rifles, Raymond George Foley, luitenant bij de Canadian Infantry en J.I.Cuffley, luitenant bij het Machine Gun Corps (Infantry) werden onderscheiden met het Military Cross (MC).
- compagnie sergeant-majoor Walter Thomas Stanley Woodger, de korporaals Wallace Henry Eland, P. Jordan en Reginald Desbourough, schutter P. Gorman en de soldaten H. Bryden, H. Highton en George McNicol ontvingen de Military Medal (MM).

### Minderjarige militair
- Robert Henry Boyle, korporaal bij de Royal Irish Rifles was 17 jaar toen hij sneuvelde.